# John Braine
John Gerard Braine (ur. 13 kwietnia 1922 w Bradford, zm. 28 października 1986 w Londynie) – angielski pisarz.

## Życiorys
W roku 1938 zakończył naukę w szkole St. Bede's Grammar School i rozpoczął pracę w sklepie. Potem pracował w laboratorium i fabryce. Po wojnie zatrudnił się jako bibliotekarz. Był autorem kilkunastu książek, ale największą sławę przyniosła mu wydana w roku 1957 książka pod tytułem Room at the Top, w której opisywał losy zdemobilizowanego żołnierza, który usiłuje ułożyć sobie życie w powojennej Wielkiej Brytanii. Twórczość Braine włączona została w nurt Młodych Gniewnych kontestujących skostniałe ich zdaniem formy mieszczańskiej obyczajowości Brytyjczyków. W roku 1959 powieść Room at the Top została zekranizowana, tytuł polski Miejsce na górze.

## Wybrana bibliografia

### Powieści
- Wielka kariera (Room at the Top, 1957, wyd. polskie 1960)
- The Vodi (1959)
- Wspaniałe życie (Life at the Top, 1962, wyd. polskie 1965, kontynuacja powieści Wielka kariera)
- The Jealous God (1964)
- The Crying Game (1968) (Nie związana z filmem z roku 1992 o tym samym tytule)
- Stay With Me Till Morning (1970)
- The Queen Of A Distant Country (1972)
- The Pious Agent (1975)
- Waiting for Sheila (1976)
- One And Last Love (1981)
- The Two Of Us (1984)
- These Golden Days (1985)

### Literatura faktu
- Writing a Novel (1974)
- J. B. Priestley (1978)